# Liste des gouvernements régionaux de Thuringe
La liste suivante présente les gouvernements régionaux du Land de Thuringe depuis la Réunification allemande, survenue le 31 août 1990. Le premier exécutif autonome depuis le 31 juillet 1952 a pris ses fonctions peu après, le 8 octobre 1990.
| Gouvernement | Ministre-président          | Ministre-président     | Coalition                                           | Dates      | Dates       |
| ------------ | --------------------------- | ---------------------- | --------------------------------------------------- | ---------- | ----------- |
| Duchač       |                             | Josef Duchač           | Coalition noire-jaune (CDU, FDP)                    | 08.10.1990 | 05.02.1992  |
| Voghel I     |                             | Bernhard Vogel         | Coalition noire-jaune (CDU, FDP)                    | 05.02.1992 | 30.11.1994  |
| Voghel II    | Grande coalition (CDU, SPD) | Bernhard Vogel         | 30.11.1994                                          | 01.10.1999 |             |
| Voghel III   | CDU                         | Bernhard Vogel         | 01.10.1999                                          | 05.06.2003 |             |
| Althaus I    | CDU                         |                        | Dieter Althaus                                      | 05.06.2003 | 08.07.2004  |
| Althaus II   | CDU                         | 08.07.2004             | Dieter Althaus                                      | 03.11.2009 |             |
| Lieberknecht |                             | Christine Lieberknecht | Grande coalition (CDU, SPD)                         | 03.11.2009 | 05.12.2014  |
| Ramelow I    |                             | Bodo Ramelow           | Coalition rouge-rouge-vert (Die Linke, SPD, Grünen) | 05.12.2014 | 05.02.2020  |
| Ramelow II   |                             | Bodo Ramelow           | Coalition rouge-rouge-vert (Die Linke, SPD, Grünen) | 04.03.2020 | En fonction |